# Билибин, Николай Иванович
Николай Иванович Билибин (1846—1914) — русский педагог-математик, профессор, автор учебников.

## Биография
Родился 1 ноября 1846 года[по какому календарю?] в семье статского советника Ивана Яковлевича Билибина и Марии Петровны Билибиной. Кроме него в семье было ещё трое сыновей: Яков (1838—1894), Иван (1840—1897) и Сергей (1848—1910). У брата Якова, военно-морского врача, в 1876 году родился сын Иван, ставший известным художником.
Во время учёбы в Санкт-Петербургском университете в 1866 году был арестован в связи с делом Каракозова и находился в Петропавловской крепости (в Невской куртине) до 25 мая, когда был освобождён.
В апреле 1878 года вступил в службу и начал преподавать на физико-математическом отделении Высших женских (Бестужевских )курсов (до 1903). В 1882—1887 годах преподавал математику в Петербургском историко-филологическом институте и филологической гимназии при нём; 1 апреля 1886 года был произведён в чин коллежского советника.
В 1887—1890 годах — инспектор, а в 1890—1904 годах — директор Первого Санкт-Петербургского реального училища; с 1 апреля 1890 года — в чине статского советника.
В конце XIX — начале ХХ вв. был председателем особой подкомиссии, составлявшей программы по математике для классических гимназий и реальных восьмиклассных училищ.
В начале 1896 года был произведён в чин действительного статского советника. Был награждён орденами Св. Владимира 4-й ст. (1898), Св. Анны 2-й (1895) и 3-й ст., Св. Станислава 2-й (1890) и 3-й ст.; с 1 января 1889 года был членом Учёного комитета Министерства народного просвещения.
Автор и переводчик учебников по алгебре и геометрии для гимназий и реальных училищ. Его учебник «Алгебра» (СПб., 1885; 2-е изд. —  СПб., 1896), составленный по Жозефу Бертрану был отмечен Министерством народного просвещения малой премией имени императора Петра Великого. Член Санкт-Петербургского математического общества.
В феврале 1876 года женился на Варваре Лукиничне Кисловской (1851—1911). Их дети: Николай, Иван, Павел, Мария.